# Monte Gazzo
Il monte Gazzo (Munte Gazzu in ligure) è una delle principali alture di Sestri Ponente, quartiere occidentale di Genova.
Si eleva a 419 m s.l.m. e sulla sua sommità sorge il santuario dedicato alla "Madonna della Misericordia" più conosciuto come Santuario di Nostra Signora del Gazzo.

## Origine del suo nome
Varie le ipotesi sull'origine del nome. Esso può derivare dal latino Gajum "luogo folto di arbusti, selvoso" o più probabilmente (come da definizione in Storia d'Italia Einaudi), dal germanico gahagi (storpiato in cafahage, cfr. tedesco gehege), che indicava i boschi dei re Longobardi in cui era proibito cacciare e svolgere altre attività agricole: da tale termine sarebbero poi derivati i vari Cafaggio come, in Liguria, Gazzo, Gazzolo, ecc. (Gazzolo è infatti un nome che riappare dal lato opposto della Madonna della Guardia).
Localmente è frequente la diceria, dovuta alla forma conica del monte, che il monte fosse un vulcano spento, ma ciò non corrisponde al vero (analoga voce erronea riguarda sempre in Genova il Monte Fasce, che invece è costituito da rocce sedimentarie).

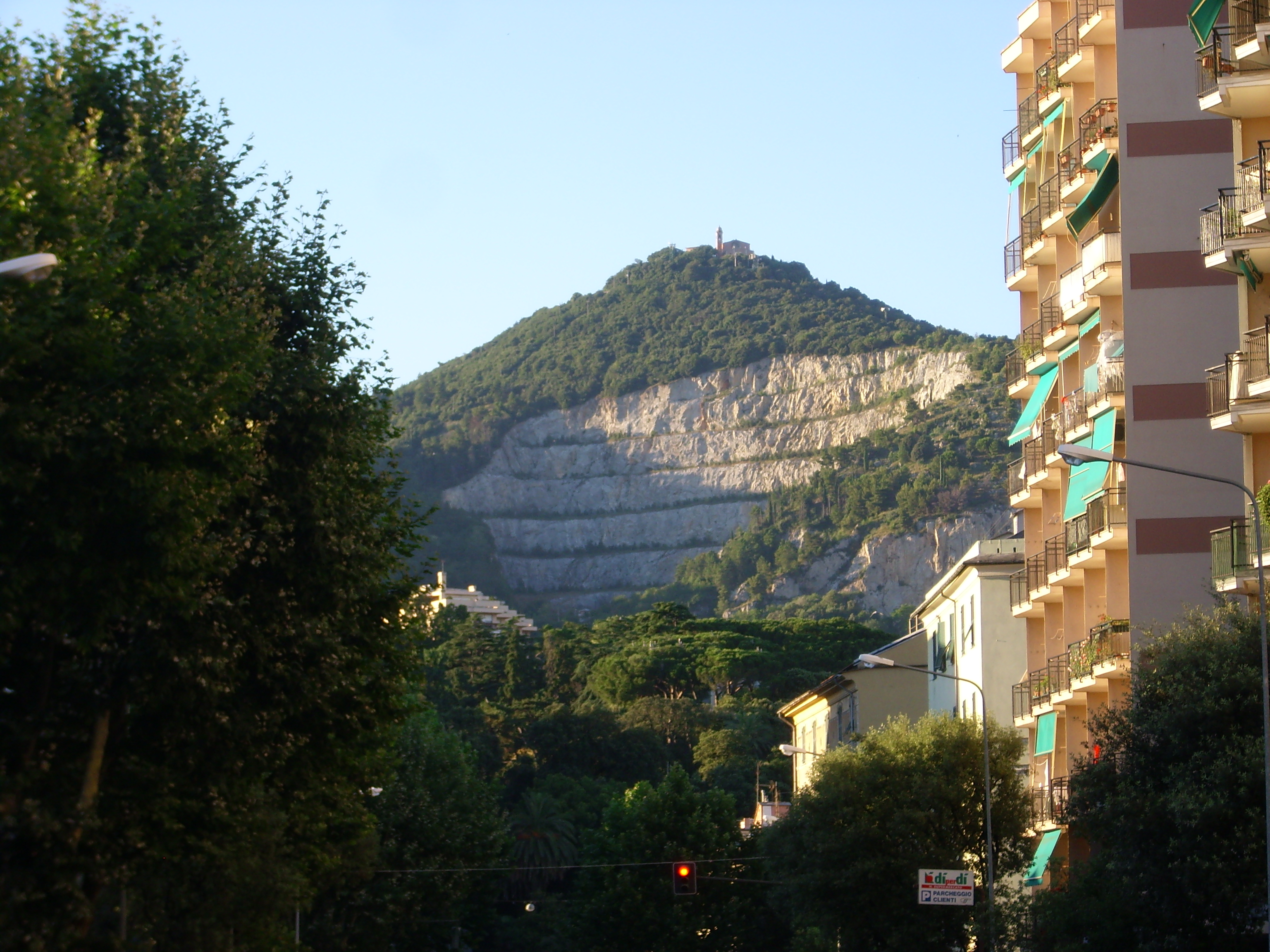
il monte Gazzo fotografato dall'abitato di Sestri Ponente

Per la sua struttura calcarea, rivelata anche da notevoli fenomeni di carsismo e dalla presenza di numerose grotte, il monte è stato oggetto di una notevole attività estrattiva di pietra. Questo ha pesantemente modificato il suo aspetto originario, distruggendo anche le numerose grotte che si aprivano nei suoi fianchi calcarei. Di queste ultime rimangono alcuni tratti superstiti che si aprono sui precipizi dei fianchi verticali delle cave di cemento.
Durante la pestilenza del 1656-57 la popolazione sestrese trovò rifugio sul monte e nelle sue grotte evitando così ulteriori contagi e vittime che già si contavano numerosissime. I sopravvissuti, riconoscenti per la grazia ricevuta, eressero una nicchia a protezione della statua della Madonna collocata in vetta.
Oggi è in via di istituzione il Parco Urbano del Monte Gazzo sotto l'egida del comune di Genova che, insieme alla valorizzazione dell'area come polmone verde, prevede una bonifica delle aree dismesse dall'attività estrattiva.
Sulla vetta, nei pressi del Santuario, ha sede il Museo Speleologico del Monte Gazzo, inaugurato nel 1969.

## L'attività estrattiva

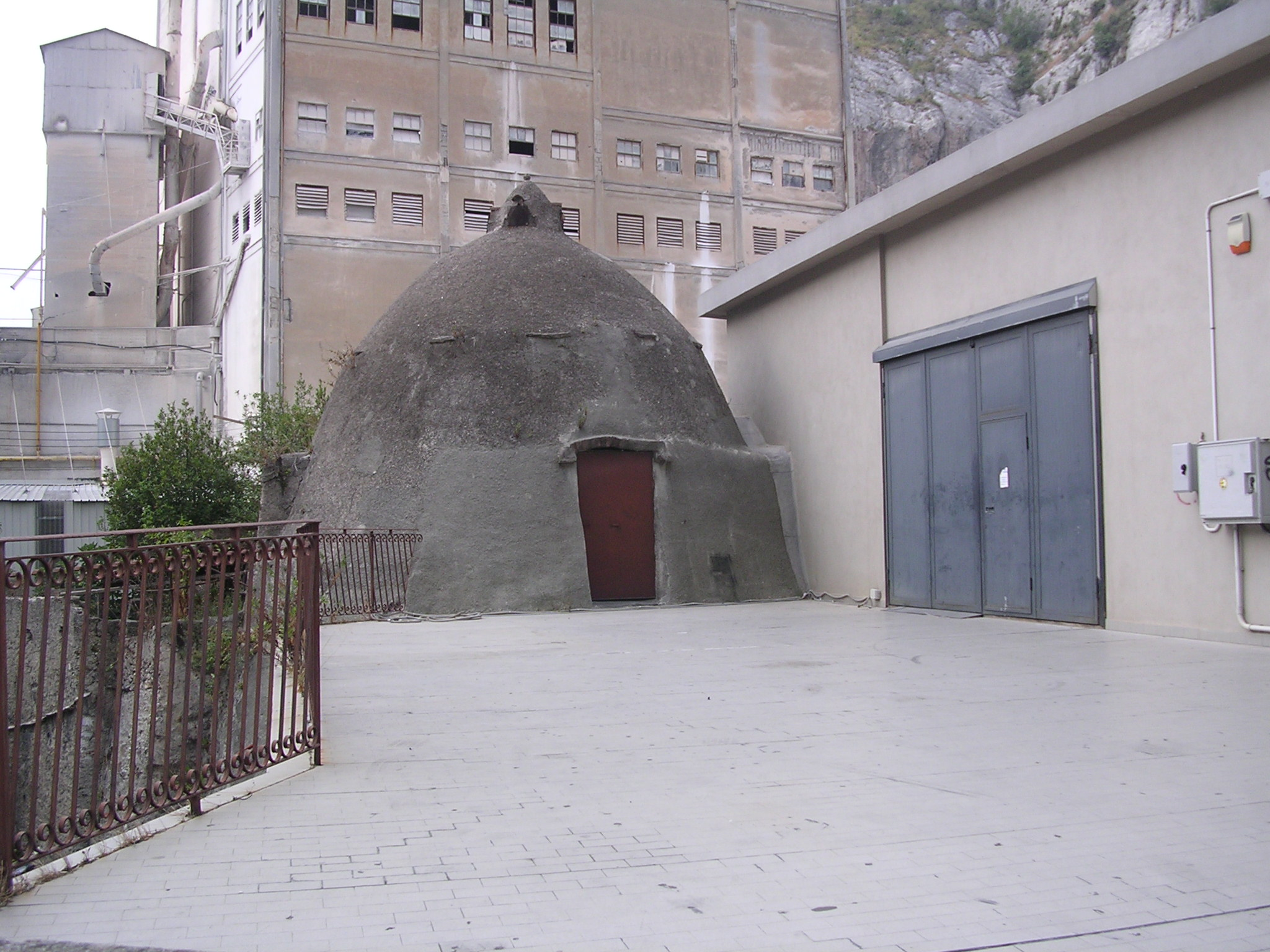
Una vecchia fornace, situata nella valle del torrente Chiaravagna, circondata dai recenti insediamenti estrattivi

Lo sfruttamento del monte è antico e risale all'Alto Medioevo. A testimonianza dell'attività artigianale rimangono le vecchie fornaci o calcinaie, antichi forni di cottura del materiale calcareo da cui si otteneva la calce. Sono costituiti da campane isolate, del diametro di due o tre metri, dalla forma chiusa, entro le quali si cuoceva la pietra da calce. Questa caratteristiche strutture, alcune ancora in ottimo stato, arricchiscono il paesaggio del monte. 

Il carbonato di calcio presente sul monte ha origine in massima parte dalla sedimentazione marina di scheletri calcarei di alghe del tipo Gyroporella le cui tracce sono riconoscibili come piccoli circoli bianchi sul fondo grigio della roccia.
A partire dagli anni cinquanta l'attività estrattiva ha assunto un aspetto industriale ad alto sfruttamento allargando l'estrazione alle rocce di dolomia triassica che forniscono materiale refrattario e da costruzione.

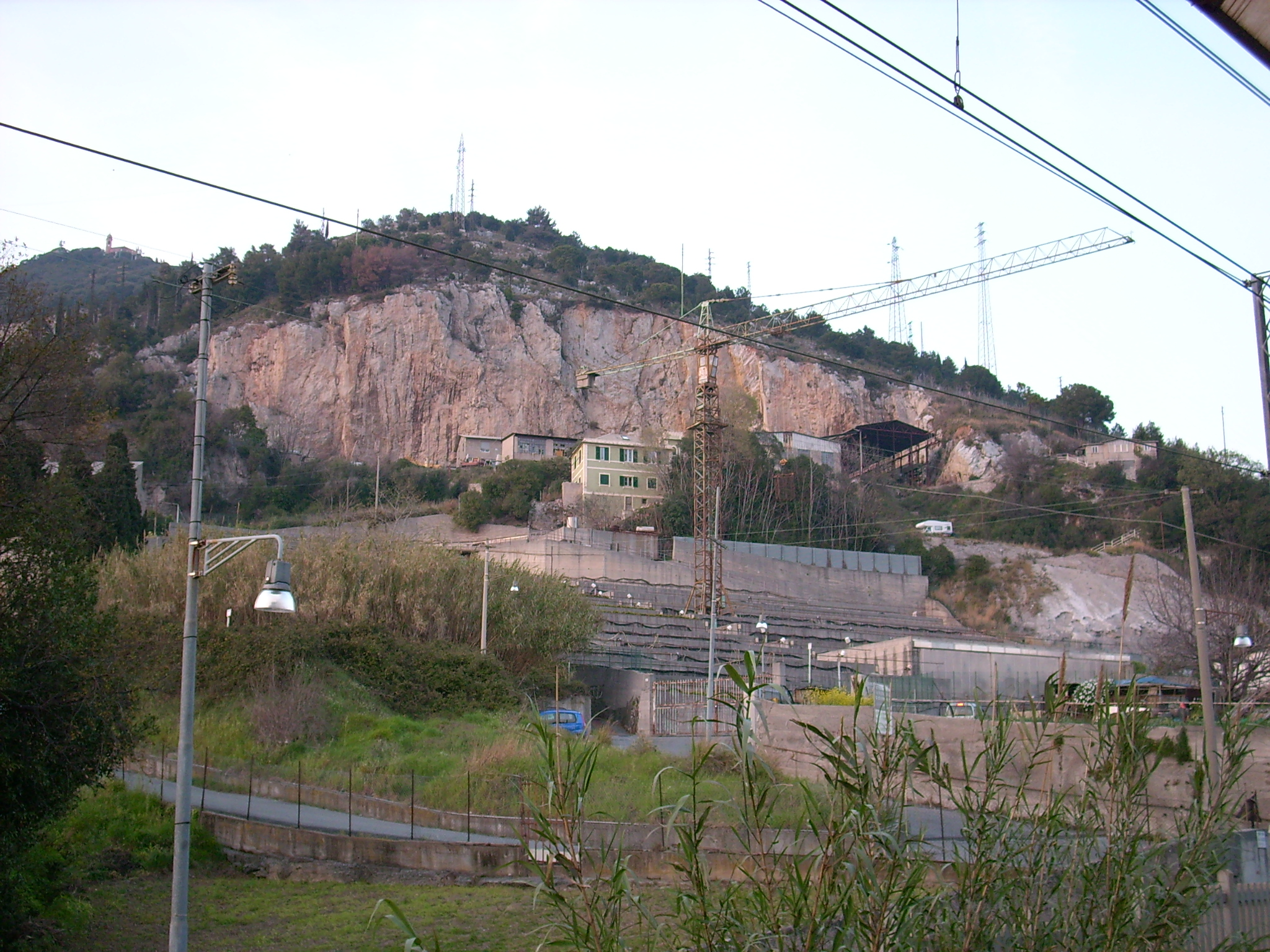
Cave sul monte Gazzo

Le numerose cave attive, oggi in parte dismesse, hanno avuto un notevole impatto sulla morfologia del territorio. Durante gli anni dello sfruttamento più selvaggio sono state distrutte numerose grotte, tra le quali quella denominata "Tana di Brigidun" perché in essa trovava rifugio il "Brigidun", un famoso brigante che taglieggiava gli abitanti o passanti delle alture di Sestri Ponente.

## L'osservatorio astronomico
Sulle sue pendici, in località I righetti, a 124 m s.l.m., è situato un osservatorio astronomico gestito dall'Università Popolare Sestrese. 

L'osservatorio, inaugurato il 16 giugno 1984, è ospitato in un edificio di tre piani e ha una cupola principale, motorizzata, di 5,5 metri di diametro con un telescopio con un obiettivo del diametro di 28 cm che permette l'osservazione di ammassi stellari, galassie a bassa luminosità e nebulose. 

Inoltre ha anche una cupola secondaria, di 2,5 metri di diametro, utilizzata per lo studio dei pianeti.

## Le grotte del Monte Gazzo
Il Monte Gazzo e l'area circostante fanno parte del SIC (Sito di importanza comunitaria) denominato M. Gazzo (codice: IT1331615 ).
Presso il santuario ha sede il Museo Speleologico del Monte Gazzo.
Il Monte Gazzo è uno degli affioramenti dell'unità Gazzo-Isoverde, più precisamente definito serie della Bianchetta (dal nome della valle retrostante).
Tra le litologie più tipiche dell'affioramento, ricordiamo appunto le dolomie del monte Gazzo (Triassico superiore): dolomie grigie ben stratificate, con livelli di brecce interclastiche ed uno spessore di circa 250 m.
L'area di interesse speleologico del Monte Gazzo (GE33), adiacente alle aree Alta Val Chiaravagna (GE34) e Lencisa-Torbi (CG_GE4), è costellata da diverse cavità.
Tra le più emblematiche cavità del Monte Gazzo si ricordano la grotta Silvio Daneri, la grotta del Falco, l'Antro delle Marmitte e la Grotta dello Scrigno. Molte cavità sono state distrutte parzialmente o totalmente dall'attività estrattiva delle cave che operano sul Monte Gazzo.

Una di esse (forse la grotta del Falco) è così brevemente descritta dall'abate Casalis nel suo monumentale "Dizionario degli Stati di S.M. il Re di Sardegna":
L'attività speleologica sul Monte Gazzo inizia ai primi del 1900 ad opera di alcuni turisti inglesi. A partire dal secondo dopoguerra, diversi gruppi speleologici genovesi si sono adoperati e tuttora si adoperano nello studio delle cavità del monte. Tra questi si ricordano soprattutto il Gruppo Speleologico CAI Bolzaneto (che fondò il sopracitato museo) e lo Speleo Club Gianni Ribaldone, tuttora attivo nel quartiere.